# No23 Recorder
No23 Recorder ist ein Audiorekorder mit integriertem CD-Ripper, der wie ein digitaler Kassettenrekorder funktioniert.
Die mit einem beliebigen Format und Audioplayer abgespielten Audiostreams werden mit der Rekord-Funktion manuell und am Stück aufgenommen. Über die Anschlüsse der Soundkarte (Line In, AUX-Eingang, Mikrofon etc.) kann auch von externen Geräten aufgenommen werden.
Der integrierte CD-Ripper ermöglicht zudem ein schnelles Konvertieren von Musik-CDs nach einer Digital Audio Extraction. Durch die automatisch und selbständig arbeitende Jitter-Korrekturfunktion werden Störgeräusche wie Knackser nahezu vollständig beseitigt. So sind auch ältere CDs problemlos konvertierbar. No23 speichert die Dateien direkt im WAV-Format oder aber im platzsparenden MP3- oder Ogg-Vorbis-Format ab.
Die Software funktioniert auch noch unter Windows 10. Dazu muss in den Datenschutzeinstellungen das Mikrofon eingeschaltet sein. In den Eigenschaften von „Sound“ ist die Reiterkarte „Aufnahme“ zu wählen und dort dann mit der Rechten Maustaste auf eine freie Fläche zu klicken um dann „Ausgeblendete/Deaktivierte Geräte“ einzublenden und zu aktivieren.